# Księga 80-lecia
Księga 80-lecia – zbiorcze wydanie komiksów z serii Tytus, Romek i A’Tomek o przygodach trzech przyjaciół Tytusa, Romka i A’Tomka. 
Autorem scenariusza i rysunków jest Henryk Jerzy Chmielewski. Album ten ukazał się w roku 2003 nakładem wydawnictwa Egmont. Zawiera on historie które nigdy nie trafiły do wydań książeczkowych i takie które są zaczynem kilku późniejszych ksiąg. Pierwsze komiksy zawarte w tym tomie powstały niemal czterdzieści lat temu (licząc od daty wydania - 2003), ostatnie kilka lat przed wydaniem tego komiksu. Album ten to prezent na 80 urodziny Henryka Jerzego Chmielewskiego, stąd też wziął się jego tytuł.

## Zawartość
- Odcinki Tytusa, Romka i A’Tomka ze Świata Młodych z lat 1959-60.
- Odcinki Tytusa, Romka i A’Tomka ze Świata Młodych z roku 1962.

Niektóre przygody bohaterów z tych odcinków zostały potem wykorzystane w albumie Tytus, Romek i A’Tomek księga II
- Odcinki Tytusa, Romka i A’Tomka ze Świata Młodych z roku 1962.

Niektóre przygody bohaterów z tych odcinków zostały potem wykorzystane w albumie Tytus, Romek i A’Tomek księga XI
- Odcinki Tytusa, Romka i A’Tomka ze Świata Młodych z roku 1966.

Przygody Tytusa, Romka i A’Tomka, które potem zostały wykorzystane w albumie Tytus, Romek i A’Tomek księga III.
- Odcinki Tytusa, Romka i A’Tomka ze Świata Młodych z roku 1968.

Tytus przygotowuje się do wzięcia udziału w igrzyskach olimpijskich, chłopcy podróżują wannolotem. Niektóre pomysły były wykorzystane później w albumie Tytus, Romek i A’Tomek księga V i Tytus, Romek i A’Tomek księga VI.
- Odcinki Tytusa, Romka i A’Tomka ze Świata Młodych z roku 1968.

Tytus pracuje w redakcji, chłopcy razem podróżują wkrętaczem. Niektóre pomysły były wykorzystane później w albumie Tytus, Romek i A’Tomek księga XV i Tytus, Romek i A’Tomek księga XVI. 
- Odcinki Tytusa, Romka i A’Tomka ze Świata Młodych z roku 1969.

Romku i A’Tomek organizują szkołę, której uczniem zostaje Tytus, pomysły wykorzystane w albumie Tytus, Romek i A’Tomek księga XIV.
- Uteatralnienie Tytusa.

Album powstał z okazji wystawiania sztuki muzycznej na motywach komiksów Papica Chmiela w warszawskim teatrze Rozmaitości w roku 1985. Zawiera także karty świąteczne Tytusa.
- Paski humorystycze z Tytusem.
- Tytus w III RP.
- Biografia Henryka Jerzego Chmielewskiego
- Bibliografia numerowych ksiąg komiksowych Henryka Jerzego Chmielewskiego o Tytusie, Romku i A’Tomeku.